# Liste de films français sortis en 1955
Listes de films français
- 1951
- 1952
- 1953
- 1954
- 1955
- 1956
- 1957
- 1958
- 1959

Liste non exhaustive de films français sortis en 1955

## 1955
| Titre                              | Réalisateur                                                           | Distribution                                             | Genre                      | Notes  |
| ---------------------------------- | --------------------------------------------------------------------- | -------------------------------------------------------- | -------------------------- | ------ |
| À propos d'une rivière             | Georges Franju                                                        | Marcel et Jean-Paul Laporte (voix)                       | Documentaire               | 25 min |
| À toi de jouer Callaghan           | Willy Rozier                                                          | Tony Wright, Lysiane Rey Colette Ripert                  | Policier                   |        |
| L'Affaire des poisons              | Henri Decoin                                                          | Danielle Darrieux, Viviane Romance Paul Meurisse         | Histoire                   | -      |
| Afrique-sur-Seine                  | Robert Caristan Jacques Mélo Kane Mamadou Sarr Paulin Soumanou Vieyra | Marpessa Dawn                                            | court métrage              | 21 min |
| L'Amant de Lady Chatterley         | Marc Allégret                                                         | Danielle Darrieux, Erno Crisa Leo Genn                   | Drame                      |        |
| Les Amants du Tage                 | Henri Verneuil                                                        | Daniel Gélin, Françoise Arnoul Trevor Howard             | Drame                      |        |
| Les Aristocrates                   | Denys de La Patellière                                                | Pierre Fresnay, Brigitte Auber Maurice Ronet             | Drame                      |        |
| Arthur Honegger                    | Georges Rouquier                                                      | -                                                        | Documentaire               | 40 min |
| Bel Ami                            | Louis Daquin                                                          | Jean Danet, Anne Vernon Renée Faure                      | Comédie                    | -      |
| Boulevard du crime                 | René Gaveau                                                           | Franck Villard, Maria Mauban Jean Tissier                | Policier                   |        |
| Les Carnets du Major Thompson      | Preston Sturges                                                       | Jack Buchanan, Martine Carol Noël-Noël                   | Comédie                    |        |
| Casse-cou, mademoiselle            | Christian Stengel                                                     | Raymond Bussières, Albert Préjean Marthe Mercadier       | Action                     |        |
| Chantage                           | Guy Lefranc                                                           | Raymond Pellegrin, Magali Noël Leo Genn                  | Policier                   |        |
| Le Chemin de l'étoile              | Jean Mousselle                                                        | Lucien Frégis                                            |                            | 26 min |
| Cherchez la femme                  | Raoul André                                                           | Geneviève Page, Georges Marchal Pascale Roberts          | Action                     |        |
| Chiens perdus sans collier         | Jean Delannoy                                                         | Jean Gabin, Anne Doat Serge Lecointe                     | comédie dramatique         |        |
| Les Chiffonniers d'Emmaüs          | Robert Darène                                                         | André Reybaz, Yves Deniaud Pierre Mondy                  | comédie dramatique         |        |
| Le Couteau sous la gorge           | Jacques Séverac                                                       | Jean Servais, Jean Chevrier Madeleine Robinson           | Policier                   |        |
| Le Crâneur                         | Dimitri Kirsanoff                                                     | Marina Vlady, Raymond Pellegrin Paul Frankeur            | Policier                   |        |
| La Création du monde               | Eduard Hofman                                                         | -                                                        | Animation                  |        |
| Crèvecœur                          | Jacques Dupont                                                        | -                                                        | Documentaire               |        |
| Les deux font la paire             | André Berthomieu                                                      | Jean Richard, Jean-Marc Thibault Édith Georges           | Comédie                    |        |
| Les Diaboliques                    | Henri-Georges Clouzot                                                 | Simone Signoret, Véra Clouzot Paul Meurisse              | Drame                      |        |
| Dix-huit heures d'escale           | René Jolivet                                                          | Jean-Pierre Aumont, Georges Marchal Geneviève Kervine    | Policier                   |        |
| Double destin                      | Victor Vicas                                                          | Michel Auclair, Simone Simon Barbara Rütting             | Drame                      |        |
| Le Dossier noir                    | André Cayatte                                                         | Antoine Balpêtré, Lea Padovani Bernard Blier             | Drame policier             |        |
| Dossier secret                     | Orson Welles                                                          | Akim Tamiroff, Grégoire Aslan Patricia Medina            | thriller                   | -      |
| Du rififi chez les hommes          | Jules Dassin                                                          | Jean Servais, Carl Möhner Robert Manuel                  | policier                   |        |
| Escale à Orly                      | Jean Dréville                                                         | Dany Robin, Dieter Borsche Simone Renant                 | Comédie                    | -      |
| Les Évadés                         | Jean-Paul Le Chanois                                                  | Pierre Fresnay, François Périer Michel André             | Guerre                     |        |
| Fantaisie d'un jour                | Pierre Cardinal                                                       | Yves Deniaud, Gaby Morlay Suzy Carrier                   | Comédie                    |        |
| Le Fil à la patte                  | Guy Lefranc                                                           | Noël-Noël, Gabrielle Dorziat Geneviève Kervine           | Comédie                    |        |
| Le Fils de Caroline chérie         | Jean Devaivre                                                         | Jean-Claude Pascal,Sophie Desmarets, Brigitte Bardot     | Drame historique           |        |
| Fortune carrée                     | Bernard Borderie                                                      | Folco Lulli, Paul Meurisse Fernand Ledoux                | Aventure                   | -      |
| Frou-frou                          | Augusto Genina                                                        | Dany Robin, Philippe Lemaire Gino Cervi                  | Comédie dramatique         | -      |
| Les Fruits de l'été                | Raymond Bernard                                                       | Edwige Feuillère, Henri Guisol Etchika Choureau          | Comédie                    |        |
| Futures Vedettes                   | Marc Allégret                                                         | Jean Marais, Brigitte Bardot Isabelle Pia                | Comédie dramatique         |        |
| Gas-oil                            | Gilles Grangier                                                       | Jean Gabin, Jeanne Moreau Ginette Leclerc                | Policier                   |        |
| La Grande Bagarre de don Camillo   | Carmine Gallone                                                       | Fernandel et Gino Cervi                                  | Comédie                    | -      |
| La Grande Pêche                    | Henri Fabiani                                                         | -                                                        | Documentaire               |        |
| Les Grandes Manœuvres              | René Clair                                                            | Gérard Philipe, Michèle Morgan Jean Desailly             | Comédie dramatique         |        |
| Gueule d'ange                      | Marcel Blistène                                                       | Maurice Ronet, Viviane Romance Geneviève Kervine         | Drame                      |        |
| Les héros sont fatigués            | Yves Ciampi                                                           | Yves Montand, María Félix Jean Servais                   | Drame                      |        |
| Les Hommes en blanc                | Ralph Habib                                                           | Raymond Pellegrin, Jeanne Moreau Jean Chevrier           | Drame                      |        |
| Les Hussards                       | Alex Joffé                                                            | Bourvil, Bernard Blier Georges Wilson                    | Comédie                    |        |
| Impasse des vertus                 | Pierre Méré                                                           | Isabelle Pia, Christian Marquand Simone Paris            |                            |        |
| L'Impossible Monsieur Pipelet      | André Hunebelle                                                       | Michel Simon, Gaby Morlay Etchika Choureau               | Comédie                    |        |
| Impressions de New York            | François Reichenbach                                                  | Jean Desailly (voix)                                     | Court métrage documentaire | 13 min |
| Interdit de séjour                 | Maurice de Canonge                                                    | Claude Laydu, Joëlle Bernard Pierre Destailles           | Policier                   |        |
| Je suis un sentimental             | John Berry                                                            | Eddie Constantine, Bella Darvi Paul Frankeur             | Policier                   | -      |
| Lola Montès                        | Max Ophüls                                                            | Martine Carol, Peter Ustinov Anton Walbrook              | Drame                      |        |
| Lourdes et ses miracles            | Georges Rouquier                                                      | -                                                        | Documentaire               |        |
| La Madelon                         | Jean Boyer                                                            | Line Renaud, Jean Richard Roger Pierre                   | Comédie                    |        |
| Mademoiselle de Paris              | Walter Kapps                                                          | Gisèle Pascal, Nadine Basile Jean-Pierre Aumont          | Musical                    |        |
| La Madone des sleepings            | Henri Diamant-Berger                                                  | Giselle Pascal, Erich von Stroheim Jean Gaven            | comédie dramatique         |        |
| La Maison aux images               | Jean Grémillon                                                        | -                                                        | Court métrage              | 19 min |
| Marguerite de la nuit              | Claude Autant-Lara                                                    | Michèle Morgan, Yves Montand Jean-François Calvé         | Drame fantastique          |        |
| Marianne                           | Julien Duvivier                                                       | Marianne Hold, Horst Buchholz Isabelle Pia               | Drame                      | -      |
| Marianne de ma jeunesse            | Julien Duvivier                                                       | Marianne Hold, Pierre Vaneck Isabelle Pia                | Drame                      |        |
| Les Mauvaises Rencontres           | Alexandre Astruc                                                      | Anouk Aimée, Jean-Claude Pascal Philippe Lemaire         | Drame                      |        |
| Milord l'Arsouille                 | André Haguet                                                          | Jean-Claude Pascal, Simone Bach Olivier Hussenot         | Comédie                    |        |
| La Môme Pigalle                    | Alfred Rode                                                           | Claudine Dupuis, Philippe Nicaud Dany Carrel             | Policier                   |        |
| Mon chien                          | Georges Franju                                                        | Jacqueline Lemaire                                       | Court métrage              | 25 min |
| M'sieur la Caille                  | André Pergament                                                       | Jeanne Moreau, Philippe Lemaire Marthe Mercadier         | Policier                   |        |
| Nagana                             | Hervé Bromberger                                                      | Barbara Laage, Gil Delamare Gabrielle Dorziat            | Aventure                   | -      |
| Nana                               | Christian-Jaque                                                       | Martine Carol, Charles Boyer Jacques Castelot            | Drame                      | -      |
| Napoléon                           | Sacha Guitry                                                          | Danielle Darrieux, Daniel Gélin Sacha Guitry             | Histoire                   |        |
| New York ballade                   | François Reichenbach                                                  | -                                                        | Court métrage              | 18 min |
| Les Nuits de Montmartre            | Pierre Franchi                                                        | Jean-Marc Thibault, Louis Seigner Geneviève Kervine      | Policier                   |        |
| Oasis                              | Yves Allégret                                                         | Michèle Morgan, Pierre Brasseur Grégoire Aslan           | Aventure                   | -      |
| On déménage le colonel             | Maurice Labro                                                         | Yves Deniaud, Dora Doll Armand Bernard                   | Comédie                    |        |
| Le Pain vivant                     | Jean Mousselle                                                        | Françoise Goléa, Jean-François Calvé Lucien Nat          | Drame                      |        |
| Pas de coup dur pour Johnny        | Émile Roussel                                                         | Julien Carette, Armand Mestral Dominique Wilms           | Drame                      |        |
| Pas de pitié pour les caves        | Henri Lepage                                                          | Dora Doll, Colette Ripert Robert Berri                   | Policier                   |        |
| Pas de souris dans le bizness      | Henri Lepage                                                          | Geneviève Kervine, Renaud Mary Robert Berri              | Policier                   |        |
| Passion de femmes                  | Hans Herwig                                                           | Nadine Alari, Jean-Pierre Kérien Micheline Francey       | Comédie dramatique         |        |
| Les pépées font la loi             | Raoul André                                                           | Claudine Dupuis, Dominique Wilms Louise Carletti         | Comédie policière          |        |
| Plus de whisky pour Callaghan      | Willy Rozier                                                          | Tony Wright Magali Vendeuil Robert Berri                 | Policier                   |        |
| La Pointe courte                   | Agnès Varda                                                           | Silvia Monfort, Philippe Noiret                          | Drame                      |        |
| Le Port du désir                   | Edmond T. Gréville                                                    | Jean Gabin, Andrée Debar Henri Vidal                     | Drame                      |        |
| Les Premiers Outrages              | Jean Gourguet                                                         | Françoise Vatel, Maurice Sarfati Marianne Lecène, Rellys | Comédie dramatique         |        |
| Le Printemps, l'Automne et l'Amour | Gilles Grangier                                                       | Fernandel, Nicole Berger Philippe Nicaud                 | Comédie dramatique         | -      |
| Quatre jours à Paris               | André Berthomieu                                                      | Luis Mariano, Roger Nicolas Jane Sourza                  | Musique                    |        |
| Razzia sur la chnouf               | Henri Decoin                                                          | Jean Gabin, Magali Noël Paul Frankeur                    | Policier                   |        |
| Le Rendez-vous des quais           | Paul Carpita                                                          | André Abrias Jeanine Moretti                             | Drame                      |        |
| Les Révoltés                       | Giuseppe Maria Scotese                                                | Patricia Medina, Fausto Tozzi Jean Murat                 | Aventure                   | -      |
| La Rue des bouches peintes         | Robert Vernay                                                         | Paul Bernard, Françoise Christophe Henri Génès           | Drame                      |        |
| Le Sabotier du Val de Loire        | Jacques Demy                                                          | Jacques Demy (voix)                                      | court-métrage              | 35 min |
| Les salauds vont en enfer          | Robert Hossein                                                        | Marina Vlady, Henri Vidal Serge Reggiani                 | Drame                      |        |
| Série noire                        | Pierre Foucaud                                                        | Henri Vidal, Erich von Stroheim Robert Hossein           | Policier                   |        |
| Sophie et le Crime                 | Pierre Gaspard-Huit                                                   | Marina Vlady, Peter Van Eyck Jean Gaven                  | Policier                   |        |
| Tant qu'il y aura des femmes       | Edmond T. Gréville                                                    | Pierre Destailles, Evelyne Ker Mireille Perrey           |                            |        |
| La terre fleurira                  | Henri Aisner                                                          | Paul Préboist                                            | Documentaire               |        |
| La Tour de Nesle                   | Abel Gance                                                            | Silvana Pampanini, Pierre Brasseur Paul Guers            | Drame historique           | -      |
| Le Tournant dangereux              | Robert Bibal                                                          | Viviane Romance, Philippe Lemaire Armand Mestral         | Drame                      | -      |
| Trois de la Canebière              | Maurice de Canonge                                                    | Marcel Merkes, Colette Dereal Jeannette Batti            | Comédie musicale           |        |
| Un missionnaire                    | Maurice Cloche                                                        | Charles Vanel, Yves Massard Marie-France Planèze         | Drame                      |        |
| Une femme coquette                 | Jean-Luc Godard                                                       | Maria Lysandre, Roland Tolma                             | comédie                    |        |
| Une fille épatante                 | Raoul André                                                           | Raymond Rouleau, Sophie Desmarets Grégoire Aslan         | Policier                   |        |
| Villa sans souci                   | Maurice Labro                                                         | Jean Bretonnière, Lucien Baroux Geneviève Kervine        | Comédie dramatique         |        |
| Le Village magique                 | Jean-Paul Le Chanois                                                  | Robert Lamoureux, Lucia Bosé Hélène Rémy                 | Comédie de mœurs           | -      |
| Visages de Paris                   | François Reichenbach                                                  | Michel Bouquet (voix)                                    | Documentaire               | 13 min |